# Megachile semicircularis
Megachile semicircularis är en biart som beskrevs av Van der Zanden 1996. Megachile semicircularis ingår i släktet tapetserarbin, och familjen buksamlarbin. Inga underarter finns listade i Catalogue of Life.